# Televizní vysílač Lysá hora
Televizní vysílač Lysá hora stojí východně od stejnojmenného vrcholu Lysé hory (1324 m n. m.) v Moravskoslezských Beskydech. Stavba 78 metrů vysoké věže je tvořena třemi navzájem spojenými částmi. Svým vysíláním  pokrývá celý Moravskoslezský kraj. 

## Historie
Stavba televizního vysílače Lysá hora byla spojena s budováním sítě vysílačů druhého programu Československé televize v druhé polovině 70. let 20. století. Stavba byla postavena podle projektu pražského architekta Trnky a byla provedena stavebním podnikem VOKD Ostrava. Dokončena byla na začátku 80. let 20. století, přičemž pravidelné televizní vysílání bylo zahájeno 1. března 1980. Od roku 1988 pak televizní vysílač poskytoval okolním obcím i signál prvního programu Československé televize. Současným majitelem a provozovatelem objektu je akciová společnost České Radiokomunikace, jako nástupnická organizace Správy radiokomunikací Praha.

## Technické údaje
- Budova má výšku 78 metrů, stojí v nadmořské výšce 1313 m n. m. a je tvořena třemi navzájem spojenými částmi.[1]
- Objekt "A" tvoří hlavní část vysílače. Je to šestipodlažní budova kosočtverečného půdorysu. Její součástí je anténní nosič s laminátovým nástavcem, v němž jsou umístěny vysílací anténní jednotky vysílače prvního programu ČT. Na ochozech 3. a 4. podlaží jsou umístěna veškerá technologická zařízení s anténními jednotkami.[1]
- Objekt "B" je energetickým křídlem stavby s VN transformátory a VN/NN rozvodnou. Tato dvoupodlažní stavba je k hlavní budově připojena z jihovýchodu.[1]
- Objekt "C" je podzemní východní křídlo. V něm jsou uloženy náhradní zdroje energie-dieselagregáty, které zajišťují napájení objektu v případě výpadku elektrické energie.[1]

## Vysílané stanice

### Televize
Z vysílače Lysá hora jsou šířeny následující televizní multiplexy:
|        | Multiplex    | Kanál | Kmitočet | Výkon (ERP) | Polarizace   |
| ------ | ------------ | ----- | -------- | ----------- | ------------ |
| DVB-T2 | Multiplex 21 | 26    | 514 MHz  | 25 kW       | horizontální |
| DVB-T2 | Multiplex 22 | 28    | 530 MHz  | 25 kW       | horizontální |
| DVB-T2 | Multiplex 23 | 31    | 554 MHz  | 25 kW       | horizontální |

### Vysílání z meteorologické stanice
V sousedství vysílače se nachází meteorologická stanice, ze které se taktéž vysílá digitální televize.
|        | Multiplex    | Kanál | Kmitočet | Výkon (ERP) | Polarizace   |
| ------ | ------------ | ----- | -------- | ----------- | ------------ |
| DVB-T2 | Multiplex 24 | 45    | 666 MHz  | 10 kW       | horizontální |